# Umaru Yar’Adua
Alhaji Umaru Musa Yar’Adua (ur. 16 sierpnia 1951 w Katsinie, zm. 5 maja 2010 w Abudży) – nigeryjski polityk, gubernator stanu Katsina w latach 1999–2007. Członek Ludowej Partii Demokratycznej (PDP). Prezydent Nigerii od 29 maja 2007 do śmierci.
Umaru Yar’Adua, z wykształcenia chemik, po zakończeniu studiów rozpoczął pracę naukową i akademicką. W latach 80. i 90. XX w. pracował w sektorze prywatnym. W działalność polityczną zaangażował się szerzej w latach 90. W 1999 został gubernatorem północnego stanu Katsina, uzyskując cztery lata później reelekcję na stanowisku. Pod koniec 2006 został wybrany przez rządzącą Ludową Partię Demokratyczną kandydatem na urząd prezydenta. W kwietniu 2007 odniósł zwycięstwo w wyborach prezydenckich, których wiarygodność została jednakże zakwestionowana przez międzynarodowych obserwatorów. 29 maja 2007 został zaprzysiężony na stanowisku prezydenta Nigerii.
Jako prezydent podejmował działania na rzecz ograniczenia korupcji. Zapoczątkował zmiany w prawie wyborczym, opracował plan zwiększenia produkcji energii elektrycznej oraz zmian w przemyśle naftowym i gazowym. W celu wzmocnienia bezpieczeństwa wewnętrznego zaangażował się w proces rozwiązania konfliktu w Delcie Nigru. W 2009 przedstawił walczącym tam ugrupowaniom ofertę amnestii i rozbrojenia, z której skorzystało w sumie ok. 20 tys. bojowników. W polityce zagranicznej skupiał się główne na sprawach afrykańskich i regionalnych. W 2008 doprowadził do zakończenia sporu granicznego z Kamerunem. W 2009, jako przewodniczący ECOWAS, angażował się w procesy normalizacji sytuacji w Gwinei i Nigrze.
Z powodów zdrowotnych w listopadzie 2009 został hospitalizowany w Arabii Saudyjskiej. Przeciągająca się nieobecność oraz brak dokładnych informacji o stanie zdrowia przyczyniły się do powstania kryzysu konstytucyjnego i niejasności w procesie transferu władzy. Ostatecznie, 9 lutego 2010 parlament pełniącym obowiązki szefa państwa mianował wiceprezydenta Goodlucka Jonathana. Do kraju powrócił pod koniec lutego 2010, nie przejął jednakże obowiązków prezydenta; zmarł 5 maja 2010.

## Edukacja
Umaru Musa Yar’Adua urodził się 16 sierpnia 1951 w mieście Katsina na północy Nigerii, w arystokratycznej rodzinie ludu Fulanów. Jego ojciec, Alhaji Musa Yar’Adua, był ministrem w okresie I Republiki, a także dzierżył tytuł Mutawalli (kustosza skarbu) Emiratu Katsina, który w 2002 odziedziczył Yar’Adua.
Edukację rozpoczął w 1958 w szkole podstawowej Rafukka Primary School w Katsinie. W 1962 przeniósł się do szkoły Dutsinma Boarding Primary School, którą ukończył dwa lata później. W latach 1965–1969 uczęszczał do szkoły średniej Government College w Keffi. W 1971 zdobył Higher School Certificate na Barewa College w Zarii. W latach 1972–1975 studiował chemię na Uniwersytecie Ahmadu Bello w Zarii, uzyskując tytuł licencjata. Studia kontynuował w latach 1978–1980, zdobywając tytuł magistra chemii.

## Praca zawodowa
Po ukończeniu studiów rozpoczął pracę naukową i akademicką. Przez rok obligatoryjnie pracował w Holy Child College w Lagos w ramach National Youth Service Corps (NYSC). Od 1976 do 1979 był wykładowcą w Katsina College of Arts, Science and Technology w Zarii, a następnie od 1979 do 1983 wykładowcą na Politechnice w Katsinie.
W 1983 zakończył karierę naukową na rzecz pracy w sektorze prywatnym. W latach 80. i 90. XX wieku był dyrektorem kilku kompanii i organizacji. W latach 1983–1989 pełnił funkcję general managera w firmie Sambo Farms Ltd w Funtui. Wchodził w skład zarządu spółki Farmers’ Supply Company w stanie Katsina (1984–1985), rady zarządzającej uczelni Katsina College of Arts, Science and Technology w Zarii i Politechniki w Katsinie (1978–1983) oraz rady dyrektorów spółki Investment and Property Development Company w stanie Katsina (1994–1996). Zajmował stanowisko dyrektora banku Habib Nigeria Bank (1995–1999) oraz spółek Lodigiani Nigeria Ltd. (1987–1999), Hamada Holdings (1983–1999) i Madara Ltd. Vom w Dżos (1987–1999). W latach 1995–1997 był prezesem firmy Nation House Press Ltd w Kadunie.

## Kariera polityczna
Po raz pierwszy w działalność polityczną zaangażował się w czasach swojej pracy akademickiej. W okresie II Republiki (1979–1983) był członkiem lewicowej Ludowej Partii Zbawienia (Peoples’ Redemption Party, PRP). W okresie prezydentury Ibrahima Babangidy był jednym z założycieli Frontu Ludowego (People’s Front), ugrupowania politycznego pod przewodnictwem jego starszego brata Shehu Musy Yar’Adui, które następnie przekształciło się w Partię Socjaldemokratyczną (Social Democratic Party, SDP). Z jej ramienia w 1988 wszedł w skład Zgromadzenia Konstytucyjnego. Pełnił funkcję sekretarza PSD w stanie Katsina. W 1991 bez powodzenia ubiegał się o urząd gubernatora tego stanu, przegrywając z Saidu Bardą, kandydatem Narodowej Konwencji Republikańskiej (National Republican Convention).
W 1998, w czasie wojskowych rządów prezydenta Abdulsalamiego Abubakara, założył ugrupowanie polityczne K34, które następnie współtworzyło powstałą Ludową Partię Demokratyczną (Peoples Democratic Party, PDP). Z ramienia PDP ubiegał się o stanowisko gubernatora stanu Katsina w wyborach z 9 stycznia 1999. Uzyskał elekcję i objął urząd 29 maja 1999. W wyborach z 19 kwietnia 2003 uzyskał reelekcję. Funkcję gubernatora sprawował do czasu objęcia urzędu prezydenta Nigerii 29 maja 2007.
Był pierwszym gubernatorem kraju, który publiczne zadeklarował wartość posiadanego majątku. W czasie jego rządów, w 2000 Katsina, jako piąty stan w Nigerii przyjęła islamskie prawo szariatu. Na jego podstawie w 2002 jedna z obywatelek, Amina Lawal, została skazana przez sąd w Katsinie na karę śmierci przez ukamienowanie pod zarzutem cudzołóstwa. Sąd w Funtui podtrzymał wyrok śmierci, jednak sąd apelacyjny w roku następnym uchylił go. Jako gubernator, za swoją pracę na rzecz podnoszenia poziomu szkolnictwa, opieki zdrowotnej, rozbudowy infrastruktury, elektryfikacji i rozwoju rolnictwa został wyróżniony nagrodą National Primary Education Productivity Merit Award w 2004 oraz nagrodą Banku Centralnego Nigerii dla najlepszego gubernatora Best Governor Award w 2005.

## Nominacja i wybory prezydenckie

### Nominacja i kampania wyborcza

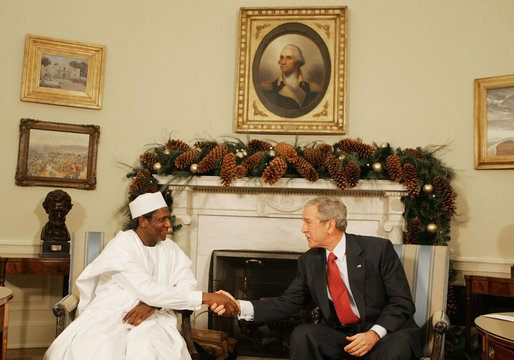
Umaru Yar’Adua razem z prezydentem Stanów Zjednoczonych George’em W. Bushem (grudzień 2007)

Na konwencji partyjnej rządzącej Ludowej Partii Demokratycznej w dniach 16–17 grudnia 2006 Yar’Adua został wybrany jej kandydatem na prezydenta w wyborach powszechnych w 2007. Pokonał 11 kandydatów, otrzymując ponad 3 tys. głosów od zgromadzonych delegatów; drugi Rochas Okorocha zdobył 372 głosy. Swój sukces zawdzięczał głównie wsparciu odchodzącego prezydenta Oluseguna Ọbasanjọ, który zdołał nakłonić stanowych gubernatorów i partyjnych oficjeli do akceptacji i poparcia Yar’Adui. Dzięki temu, część z potencjalnych kandydatów zdecydowało się nie brać udziału w staraniach o prezydenturę, m.in. były prezydent Ibrahim Babangida. Jednym z powodów uzyskania nominacji prezydenckiej była też nieskazitelna reputacja Yar’Adui. Nie był on zamieszany w żadną z afer korupcyjnych i jako jedyny gubernator zadeklarował stan swojego majątku. Komentatorzy podkreślali, że był on postacią stosunkowo mało znaną, rzadko opuszczającą granice własnego stanu. Część z publicystów i opozycja widzieli w nim protegowanego i marionetkę w rękach prezydenta Ọbasanjọ, próbującego zapewnić sobie spokój i nietykalność po ustąpieniu z urzędu. Po uzyskaniu nominacji Yar’Adua wybrał Goodlucka Jonathana, gubernatora stanu Bayelsa, jako kandydata na urząd wiceprezydenta. Na początku stycznia 2007, w jednym z pierwszym wywiadów, zadeklarował podjęcie zdecydowanej walki z korupcją i skupienie polityki zagranicznej na sprawach afrykańskich.
Jednym z tematów w czasie kampanii wyborczej był stan zdrowia Yar’Adui. Cierpiał on bowiem na dolegliwości zdrowotne związane z nerkami. Jego dwaj główni rywali, Atiku Abubakar, kandydat partii Action Congress (AC) i były członek PDP oraz były wiceprezydent Nigerii wyrzucony z partii i oskarżony o korupcję, a także Muhammadu Buhari, kandydat Partii Ogólnoludowej Nigerii (All Nigeria People’s Party, ANPP) i rywal Ọbasanjọ w wyborach w 2003, kwestionowali zdolność pełnienia przez niego funkcji głowy państwa. Yar’Adua odrzucał oskarżenia, tłumacząc, że choć chorował w 2000, został już wyleczony. Wyraził zadowolenie ze stanu swojego zdrowia. 6 marca 2007 z powodów zdrowotnych musiał udać się jednak na badania medyczne do Niemiec, co wywołało dalsze spekulacje na temat jego rzeczywistego stanu zdrowia. Yar’Adua określił swoje dolegliwości jako „mało poważne”, oświadczając, że jest „tylko człowiekiem i jak każdy może podupaść na zdrowiu”. PDP ogłosiła, że nie ma planów wycofania jego kandydatury.
14 kwietnia 2007, tydzień przed wyborami prezydenckimi, w Nigerii odbyły się wybory lokalne. Wygrała je Ludowa Partia Demokratyczna (PDP), której kandydaci obsadzili urzędy gubernatorów w ponad 2/3 stanów. Opozycja uznała wybory za sfałszowane i zażądała unieważnienia głosowania, rozwiązania komisji wyborczej, którą oskarżyła o sprzyjanie władzom i przełożenia terminu wyborów prezydenckich. W przeciwnym razie zagroziła bojkotem wyborów. Rząd odrzucił żądania opozycji, jednak ostatecznie Buhari i Abubakar zdecydowali się na start, by jak stwierdzili móc oficjalnie zakwestionować wyniki wyborów. Prezydent Ọbasanjọ w przeddzień wyborów prezydenckich stwierdził, że wybory lokalne nie były perfekcyjne, jednak poczyniony został postęp w tej mierze. Przyznał, że pojawiły się przypadki błędów, wielokrotnego głosowania, wypełniania urn wyborczych, zastraszania, gróźb i używania przemocy oraz oznajmił, że wszystkie te praktyki muszą zostać potępione. Międzynarodowi obserwatorzy uznali, że z powodu uchybień i oszustw wybory powinny zostać powtórzone w 1/3 stanów.

### Wybory prezydenckie
Wybory prezydenckie odbyły się 21 kwietnia 2007, razem z wyborami do Senatu i Izby Reprezentantów. Pośród 24 kandydatów głównym ich faworytem pozostawał Umaru Yar’Adua. Głosowanie, podobnie jak tydzień wcześniej (zginęło wówczas 50 osób), miało burzliwy przebieg. W ciągu dnia, w wyniku przemocy wyborczej zginęło kilkadziesiąt osób. Pojawiły się trudności z dostarczeniem materiałów do głosowania, część lokali wyborczych nie została otwarta na czas, w części głosowanie zostało przedłużone. Dochodziło do przypadków kradzieży urn wyborczych i prób wysadzenia punktów wyborczych. Dzień po głosowaniu największa nigeryjska niezależna misja obserwacyjna Transition Monitoring Group stwierdziła, że wybory były tak naznaczone fałszerstwami, że należałoby je powtórzyć, a szef misji obserwacyjnej UE wyraził obawy, że nie zanotowano żadnej poprawy w porównaniu z wyborami lokalnymi. Jej członkowie informowali o rozpowszechnionej przemocy i nadużyciach, a misja Wspólnoty Narodów odnotowała „poważne mankamenty” w procesie wyborczym. Obaj główni kandydaci opozycji jednoznacznie uznali wybory za sfałszowane. 23 kwietnia misja obserwacyjna UE ogłosiła, że na przestrzeni czasu od wyborów lokalnych do prezydenckich zginęło w sumie co najmniej 200 osób, a wybory nie spełniły podstawowych standardów międzynarodowych i były naznaczone przemocą, słabą organizacją, brakiem przejrzystości, powszechnymi nieprawidłowościami i znaczącymi oszustwami. Zdaniem misji, nie spełniły one oczekiwań Nigeryjczyków i nie mogły być uznane za wiarygodne. Również misja ECOWAS zajęła krytyczne stanowisko, kwestionując ważność wyborów z powodu przypadków nieprawidłowości i przemocy.
23 kwietnia 2007 komisja wyborcza ogłosiła oficjalne wyniki wyborów. Umaru Yar’Adua wygrał już w pierwszej turze zdobywając 70% głosów poparcia (24,6 mln głosów). Kandydaci opozycji, Muhammadu Buhari, który zajął w wyborach drugie miejsce (18% głosów; 6,6 mln) oraz Atiku Abubakar, który był trzeci (7% głosów; 2,6 mln), zakwestionowali wyniki wyborów i raz jeszcze oskarżyli partię rządzącą o oszustwa, domagając się unieważnienia całego głosowania. Prezydent Ọbasanjọ stwierdził, że wybory nie były doskonałe, lecz podkreślił, że zdobyte doświadczenie przyczyni się do wzmocnienia demokracji. W wyborach parlamentarnych rządząca Ludowa Partia Demokratyczna (PDP) zwiększyła swoją reprezentację, zarówno w Izbie Reprezentantów, jak i w Senacie, uzyskując w nich odpowiednio 258 (spośród 360) i 78 (spośród 109) mandatów.
26 kwietnia 2007 głos zabrał prezydent elekt, który uznał prawo przegranych kandydatów do oprotestowania wyników wyborów, ale wyłącznie w ramach obowiązującego prawa. Wyraził również wolę pojednania z opozycją. Liderzy opozycji 1 maja 2007 zorganizowali w stolicy protesty przeciwko sfałszowaniu wyborów. Zaskarżyli również ich wyniki do sądu. W maju grupa 48 noblistów z całego świata zwróciła się z apelem o organizację nowych wyborów w ciągu 18 miesięcy. Prezydent elekt, w odpowiedzi na głosy potępienia procesu wyborczego, wyraził wolę powołania specjalnego komitetu, który mógłby zarekomendować zmiany w prawie wyborczym.
26 lutego 2008 sąd odrzucił skargi wyborcze złożone przez Muhammadu Bahariego oraz Atiku Abubakara, domagające się unieważnienia głosowania z powodu naruszeń prawa wyborczego. Decyzję tę 12 grudnia 2008 podtrzymał Sąd Najwyższy, uznając że zaistniałe nieprawidłowości nie miały wpływu na ostateczny rezultat wyborów.

## Prezydentura

### Zaprzysiężenie i powołanie rządu

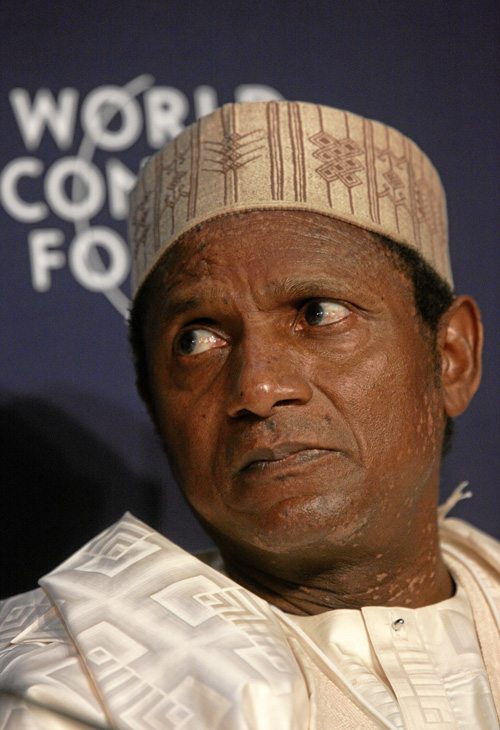
Prezydent Yar’Adua w czasie Światowego Forum Ekonomicznego w Davos w 2008

29 maja 2007 Umaru Yar’Adua został zaprzysiężony na stanowisku prezydenta Nigerii. W oficjalnej uroczystości w Abudży uczestniczyły zagraniczne delegacje z państw Afryki, a po ceremonii ulicami stolicy przejechała parada wojskowa. W dzień zaprzysiężenia w Lagos doszło do protestów kilkuset zwolenników opozycji. Było to pierwsze w historii Nigerii pokojowe przekazanie władzy z rąk jednego cywilnego prezydenta w ręce drugiego. W wygłoszonym przemówieniu inauguracyjnym Yar’Adua przyznał, że ostatnie wybory „nie były perfekcyjne”. Wyraził wiarę, że dzięki zdobytemu doświadczeniu kraj będzie się uczyć na własnych błędach. Za jeden z priorytetów uznał poprawę procesu wyborczego. Zadeklarował powołanie specjalnego panelu w celu zbadania prawa wyborczego i dostosowania krajowych przepisów do międzynarodowych standardów. Wezwał wszystkie „rozżalone” grupy do wstrzymania się od przemocy i respektowania prawa. Wyraził przy tym gotowość do dialogu z opozycją. Zapowiedział podjęcie działań w celu zakończenia przemocy w roponośnej Delcie Nigru i zdecydowaną walkę z korupcją, która jak stwierdził stanowi główny powód biedy większości obywateli. Zobowiązał się do „służenia narodowi z uczciwością, przejrzystością, odpowiedzialnością, absolutną wiarą w Boga i absolutną pokorą”.
Po wyborach, Yar’Adua zaproponował stworzenie rządu jedności narodowej. Pod koniec czerwca 2007 dwie partie opozycyjne, Partia Ogólnoludowa Nigerii (All Nigeria People’s Party, ANPP) oraz Postępowy Sojusz Ludowy (Progressive Peoples Alliance, PPA), zgodziły się na przystąpienie do koalicji rządowej. Gabinet prezydenta Yar’Adui został zaprzysiężony 26 lipca 2007 i składał się z 39 ministrów, wśród których dwóch należało do ANPP.
28 czerwca 2007 Yar’Adua publicznie przedstawił swoje oświadczenie majątkowe, według którego dysponował majątkiem o wartości 856 mln nair (5 mln USD). Część majątku odziedziczył po bracie, generale Shehu Yar’Adui. Było to pierwsze podane do wiadomości publicznej oświadczenie majątkowe głowy państwa. Choć szef państwa był prawnie zobligowany do złożenia deklaracji majątkowej, prezydent Ọbasanjọ nie ujawnił swojej publicznie. W pierwszych tygodniach po objęciu urzędu Yar’Adua uchylił część z kontrowersyjnych zmian wprowadzonych przez poprzednika, w tym podniesienie podatku VAT, co było wcześniej przyczyną protestów społecznych i strajków związków zawodowych. Wstrzymał sprzedaż państwowych nieruchomości i ziemi w Abudży oraz dokonał przeglądu procesu prywatyzacji dwóch rafinerii.

### Sprawy wewnętrzne
Zgodnie z zapowiedziami ze swojego przemówienia inauguracyjnego, prezydent podjął działania na rzecz ograniczania korupcji w aparacie władzy. W trakcie swojego urzędowania dokonał wymiany kadr urzędniczych, zwalniając część urzędników powołanych przez prezydenta Ọbasanjọ. W listopadzie 2007 podjął decyzję o zbadaniu wszystkich umów prywatyzacyjnych zawartych przez administrację poprzednika. W sierpniu 2008 przeprowadził również zmiany na stanowiskach w dowództwie armii, dymisjonując szefa sztabu generalnego oraz dowódcę lądowych sił zbrojnych i marynarki. W grudniu 2008 wystąpił w Zgromadzeniu Narodowym z propozycją zniesienia immunitetu prezydenta, wiceprezydenta, gubernatorów i wicegubernatorów w zakresie przestępstw korupcyjnych. Jego inicjatywa została jednakże odrzucona przez parlament.
W zakresie spraw przemysłu naftowego i gazowego, stanowiącego główną gałąź gospodarki Nigerii, w sierpniu 2007 ogłosił restrukturyzację Nigeryjskiej Narodowej Korporacji Naftowej (NNPC), odpowiedzialnej za nadzór nad tą dziedziną przemysłu. W celu rewizji kontraktów wydobywczych dla zagranicznych firm powołał specjalny komitet, na czele którego stanął były sekretarz generalny OPEC, Rilwanu Lukman. Pod koniec 2008 został on mianowany ministrem zasobów naftowych.
Nigeria, pomimo bycia jednym z największych światowych eksporterów ropy naftowej, pod koniec pierwszej dekady XXI w. borykała się z kryzysem energetycznym i długotrwałymi przerwami w dostawach energii. W celu minimalizacji braków importowała przetworzone paliwo o wartości 10 mld USD rocznie. Aby zwiększyć moce produkcyjne kraju, rząd wydał zezwolenia na budowę kilku prywatnych rafinerii. Ogłosił również plan osiągnięcia samowystarczalności energetycznej i wstrzymania importu paliw do roku 2020. W lutym 2008 prezydent ogłosił także plan potrojenia produkcji energii elektrycznej do roku 2010 (do 6000 MW), co miało zapobiec przypadkom przymusowego wyłączania obywatelom dostępu do prądu oraz umożliwić elektryfikację nowych obszarów. W grudniu 2009 kraj wytwarzał średnio 3500 MW. Administracja rządowa zadecydowała wówczas o obniżeniu planowanego pułapu do 4000 MW. Yar’Adua oświadczył także, że kraj nie będzie w stanie zapewnić dostępu do energii wszystkim obywatelom co najmniej do roku 2015. Poinformował, że w przypadku długotrwałych braków w dostawie energii, możliwe będzie ogłoszenie stanu wyjątkowego.
W 2009, w celu przeciwdziałania skutkom kryzysu finansowego i gospodarczego, prezydent powołał Zespół Zarządzania Gospodarczego (EMT). W tym samym roku rząd ogłosił średniookresowy program rozwoju kraju pod nazwą „Vision 20-2020”, zakładający uczynienie z Nigerii do 2020 jednej z 20 największych gospodarek świata. Przez swoich krytyków, zarzucających rządowi wyłącznie dyskutowanie o problemach, a nie podejmowanie konkretnych działań w kierunku ich rozwiązania, prezydent był określany mianem „Baba-go-slow”.

### Reforma prawa wyborczego
Wypełniając swoje zobowiązania z kampanii wyborczej, w sierpniu 2007 Yar’Adua powołał 22-osobowy Komitet ds. Reform Wyborczych. Na jego czele stanął sędzia Muhammed Uwais, były prezes Federacji Sędziowskiej. W grudniu 2008 Komitet opracował główne założenia reformy, do których zaliczył: wyjęcie spod bezpośredniej kontroli prezydenta Niezależnej Narodowej Komisji Wyborczej (INEC), likwidację Stanowych Komisji Wyborczych, mianowanie przewodniczącego INEC przez Narodową Komisję Sądownictwa (zamiast przez prezydenta), ograniczenie czasu rozpatrywania skarg wyborczych przez sądy do 4 miesięcy i późniejszych apelacji do 2 miesięcy, powołanie nowych instytucji zajmujących się badaniem nieprawidłowości wyborczych (Komisji ds. Naruszeń Wyborczych, Komisji ds. Delimitacji Okręgów Wyborczych i Komisji ds. Rejestracji Partii Politycznych).
W 2009 prezydent przedstawił raport komitetu Uwaisa Zgromadzeniu Narodowemu. W marcu 2010 projekt reformy został przedłożony parlamentowi pod głosowanie. Nowe prawo wyborcze, uchwalone przez Zgromadzenie Narodowe już po śmierci Yar’Adui, nie zawierało jednak wszystkich rekomendacji komitetu. Nie uwzględnione zostały m.in. propozycje przepisów o sposobie powoływania przewodniczącego INEC.

### Działania na rzecz stabilizacji i bezpieczeństwa

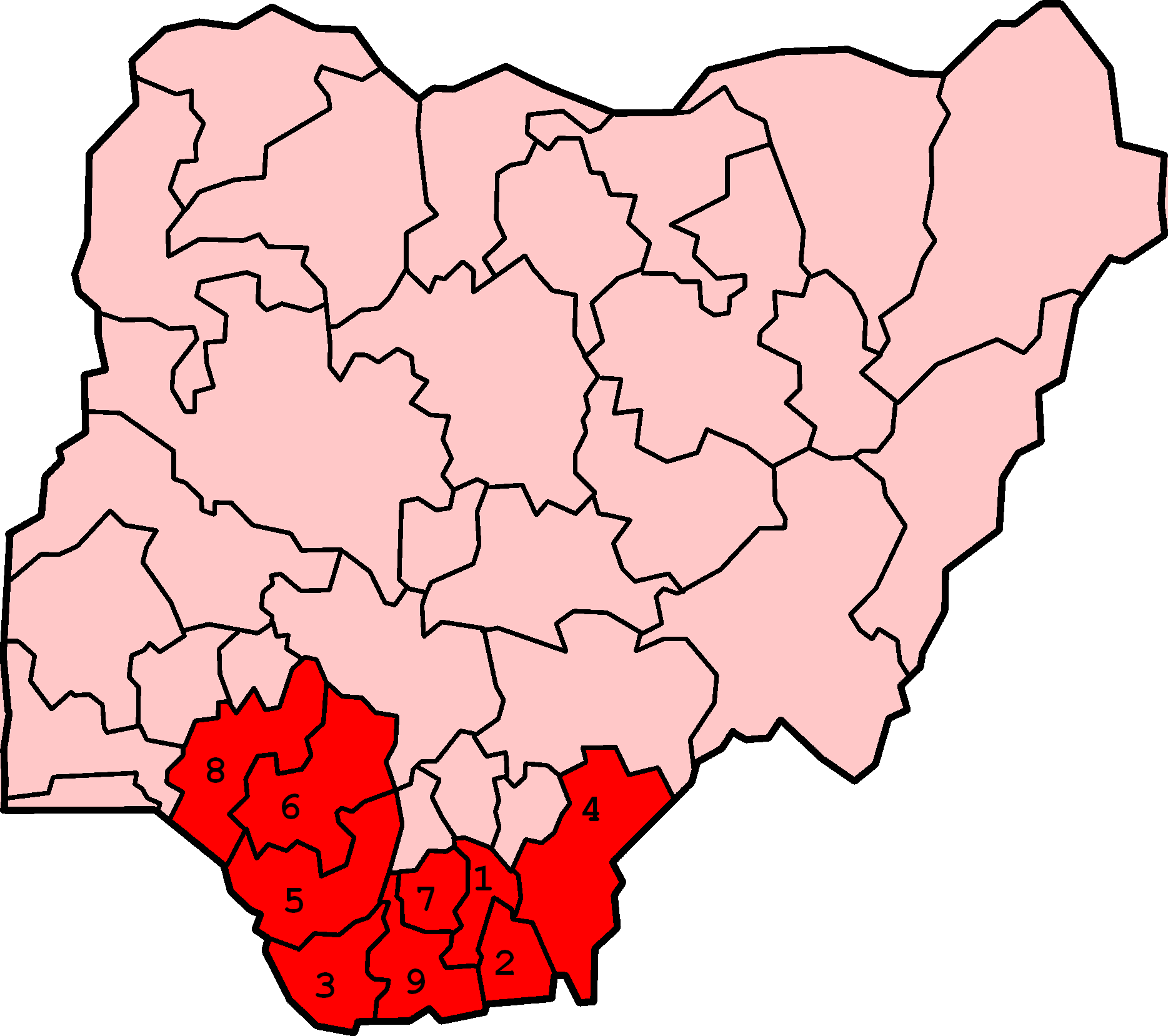
Region Delty Nigru, rejon działań zbrojnych MEND

Jednym z największych zagrożeń dla bezpieczeństwa wewnętrznego Nigerii był trwający konflikt w Delcie Nigru. Był to strategiczny teren z punktu widzenia gospodarki państwa, jako że pochodziło z niego 75% wydobycia ropy naftowej. Konflikt sięgał korzeniami początków lat 90., kiedy mieszkańcy rejonu, wywodzący się z ludu Ogoni, rozpoczęli protesty przeciwko ich marginalizacji w życiu społecznym i politycznym, a także przeciwko niszczeniu środowiska naturalnego przez koncerny wydobywające ropę naftową i niesprawiedliwemu ich zdaniem podziałowi zysków z jej sprzedaży pomiędzy władze lokalne i centralne. Pod koniec lat 90. w regionie zaczęły powstawać bojówki militarne, które starały się wymusić na władzach zmianę polityki poprzez napady i niszczenie ropociągów, branie zakładników i akty terroru. Pod koniec 2005 zawiązana została nowa grupa, Ruch na rzecz Wyzwolenia Delty Nigru (Movement for the Emancipation of the Niger Delta, MEND). W sumie od końca lat 90. w wyniku przemocy w Delcie Nigru zginęło kilka tysięcy osób, a w latach 2006-2009 uprowadzonych zostało ok. 300 obcokrajowców. Ataki dokonywane przez MEND i inne grupy powodowały okresowe zmniejszenia wydobycia ropy dochodzące nawet do 25%.
Na początku czerwca 2007 MEND ogłosił jednostronne zawieszenie broni i wstrzymanie ataków, dając nowym władzom czas na rozpoczęcie rozmów pokojowych. Rozejm został jednak wypowiedziany we wrześniu 2007, po aresztowaniu w Angoli przywódcy ruchu, Henry’ego Okaha pod zarzutem przemytu broni. Organizacja zapowiedziała kontynuowanie działań zbrojnych do czasu jego uwolnienia. W lutym 2008 Okaz został ekstradowany do Nigerii. W Port Harcourt wybuchły wówczas zamieszki społeczne i doszło do starć jego zwolenników ze służbami bezpieczeństwa. W połowie 2008 MEND zadeklarował zawieszenie działań zbrojnych. W czerwcu 2008 rząd powołał na stanowisko specjalnego mediatora ds. konfliktu w Delcie Nigru byłego generała i wysłannika ONZ, Ibrahima Gambariego. Podjął również działania na rzecz zwołania szczytu w tej sprawie z udziałem przedstawicieli walczących grup. We wrześniu 2008 prezydent utworzył ministerstwo ds. Delty Nigru. W budżecie federalnym na rok 2008 na cele rozwoju i stabilizacji Delty Nigru przeznaczonych zostało 20% wydatków. Rok wcześniej prezydent podwoił budżet (do 566 mln USD) Korporacji Rozwoju Delty Nigru (NDDC), odpowiedzialnej za wdrażanie programów społecznych i ochrony środowiska w regionie.
W styczniu 2009 MEND wypowiedział jednak zawieszenie broni i ponowił ataki, co zakończyło wysiłki mediacyjne ze strony rządu. W odpowiedzi rozpoczął on nową ofensywę sił specjalnych Joint Task Force (JTF). W wyniku walk oraz ataków z powietrza tysiące ludzi zmuszonych było opuścić swoje miejsce zamieszkania, a wydobycie ropy naftowej zmniejszyło się o 273 tys. baryłek dziennie. 25 czerwca 2009 Yar’Adua ogłosił amnestię dla bojowników z Delty Nigru. Amnestia oraz program pomocy finansowej i szkolenia zawodowego miał dotyczyć wszystkich bojowników, którzy zaprzestali walk i złożyli broń do 4 października 2009. W ciągu kilku dni po ogłoszeniu amnestii gotowość do jej akceptacji wyraziło 5 różnych grup. MEND początkowo odrzucał propozycję, lecz po uwolnieniu przez rząd Henry’ego Okaha (zaakceptował on amnestię), 13 lipca 2009 ogłosił 60-dniowy rozejm i przystąpienie do rozmów ze stroną rządową. W trakcie rozmów, prowadzonych przez różnych przywódców organizacji, część członków MEND przystało na warunki rządu i zaakceptowało amnestię. Według źródeł rządowych, do początku października rozbrojeniu poddało się ok. 15,2 tys. bojowników, a ostatecznie liczba ta osiągnęła poziom ok. 20 tys. W połowie września 2009 MEND przedłużył zawieszenie broni, kontynuując jednocześnie rozmowy. Na potrzeby programu amnestii, rząd w listopadzie 2009 wyasygnował 750 mln USD, a w projekcie budżetu na rok 2010 przeznaczył na ten cel 1,2 mld USD. W listopadzie 2009, w czasie rozmów z MEND, prezydent przedstawił propozycję podziału dochodów z wydobycia ropy naftowej, według której lokalne władze regionu Delty Nigru otrzymywałyby 10% zysków. Propozycja ta nie wychodziła jednak naprzeciw oczekiwaniom MEND, który postulował równy podział dochodów. Rozmowy zostały przerwane pod koniec listopada 2009, po hospitalizacji prezydenta Yar’Adui. W połowie grudnia 2009 MEND dokonał ataku na infrastrukturę przesyłową w Delcie Nigru.
Drugim czynnikiem wpływającym na bezpieczeństwo wewnętrzne Nigerii w okresie prezydentury Yar’Adui był wzrost aktywności radykalnych grup islamskich w północnych regionach kraju, zamieszkiwanych przez ludność muzułmańską. W sierpniu 2009 organizacja Boko Haram, zwana też nigeryjskimi talibami, dążąca do przekształcenia Nigerii w państwo islamskie z obowiązującym prawem szariatu, dokonała ataków na budynki rządowe, posterunki policji i ludność cywilną w stanach Bauczi, Borno i Yobe. Prezydent zapowiedział stanowczą reakcję i zduszenie rebelii w zarodku. Służby bezpieczeństwa w niewyjaśnionych do końca okolicznościach zabiły przywódcę organizacji, Mohammeda Yusufa. W wyniku ataków zginęło w sumie ok. 700 osób, a tysiące zmuszone było opuścić swoje domostwa. Przejawem napięć na tle religijnym były również starcia, jakie wybuchły w mieście Dżos w listopadzie 2008 oraz w styczniu 2010 i pochłonęły setki ofiar śmiertelnych.

### Polityka zagraniczna

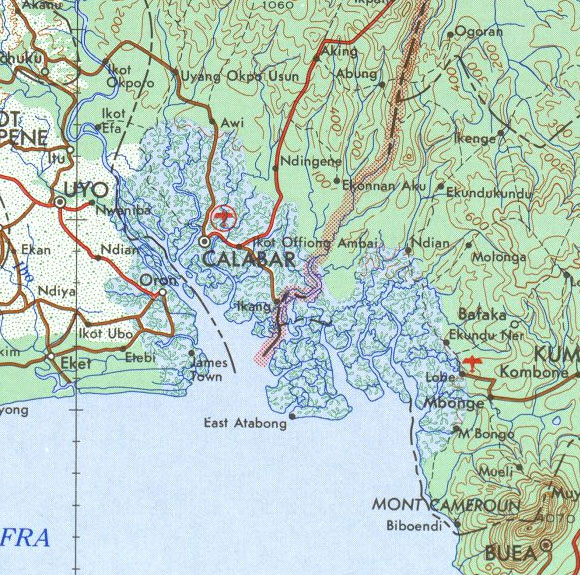
Półwysep Bakassi (w środku), pogranicze nigeryjsko-kameruńskie

Polityka zagraniczna prezydenta Yar’Adui stanowiła kontynuację wieloletniej polityki kraju, koncentrującej się w pierwszym rzędzie na sprawach afrykańskich i przywiązującej wagę do jedności afrykańskiej, współpracy kontynentalnej i regionalnej oraz pokojowego rozwiązywania sporów.
Na przełomie lipca i sierpnia 2008 prezydent wziął udział w szczycie Unii Afrykańskiej w Egipcie. Nigeryjskie wojska uczestniczyły w misjach AMISOM w Somalii, UNAMID w Sudanie oraz UNMIL w Liberii. W grudniu 2008, w czasie sesji ECOWAS w Abudży, Yar’Adua został wybrany przewodniczącym tej organizacji na okres roku. W tym samym miesiącu potępił przeprowadzenie zamachu stanu w Gwinei. W styczniu 2009 Gwinea została zawieszona w członkostwie w ECOWAS. Po dokonaniu przez gwinejskie władze masakry cywilów na stadionie w Konakry we wrześniu 2009, jako przewodniczący ECOWAS, podejmował działania na rzecz stabilizacji i wyjaśnienia sytuacji w tym kraju. W październiku 2009 ECOWAS podjęła decyzję o nałożeniu sankcji na gwinejskie władze oraz skierowała do tego kraju misję mediacyjną. Stojąc na czele ECOWAS, Yar’Adua podejmował również wysiłki na rzecz rozwiązania kryzysu politycznego w Nigrze, jaki wybuchł tam w maju 2009. Ostatecznie, w październiku 2009 ECOWAS zawiesił członkostwo tego państwa w organizacji.
Prezydent Yar’Adua utrzymywał poprawne stosunki z państwami ościennymi. Napięte pozostawały jedynie stosunki z Kamerunem. Państwa te toczyły sięgający czasów kolonialnych spór o Półwysep Bakassi. Od czasu uzyskania niepodległości w 1960 należał on do Nigerii, lecz Kamerun przez cały ten czas rościł sobie do niego prawa. Półwysep leżał w rejonie zasobnym w ropę naftową, gaz ziemny oraz łowiska ryb. W 2002 spór rozstrzygnął na wniosek stron Międzynarodowy Trybunał Sprawiedliwości, przyznając ziemie Kamerunowi. Przekazanie ziemi przeciągało się i dopiero w czerwcu 2006 prezydenci dwóch państw zawarli porozumienie w tej sprawie. Zgodnie z nim, w sierpniu 2006 Nigeria wycofała z półwyspu swoje wojska, zobowiązując się do przekazania Kamerunowi pełnej administracji w ciągu 2 lat. W listopadzie 2007 na półwyspie doszło do incydentu zbrojnego i zabójstwa 21 kameruńskich żołnierzy. W tym samym miesiącu nigeryjski Senat unieważnił umowę z czerwca 2006 z powodu braku jej ratyfikacji przez Zgromadzenie Narodowe. Pod naciskiem prezydenta Yar’Adui, parlament dokonał jednak jej ratyfikacji w marcu 2008. W czerwcu 2008 zamordowany został kameruński gubernator Bakassi. Ostatecznie, Nigeria przekazała Kamerunowi pełną administrację nad ziemiami 14 sierpnia 2008. Półwysep musiało opuścić ok. 100 tys. mieszkańców, obywateli Nigerii. Proces transferu ziem został określony przez sekretarza generalnego ONZ Ban Ki-moona jako „modelowy w przypadku rozwiązywania sporów granicznych”.

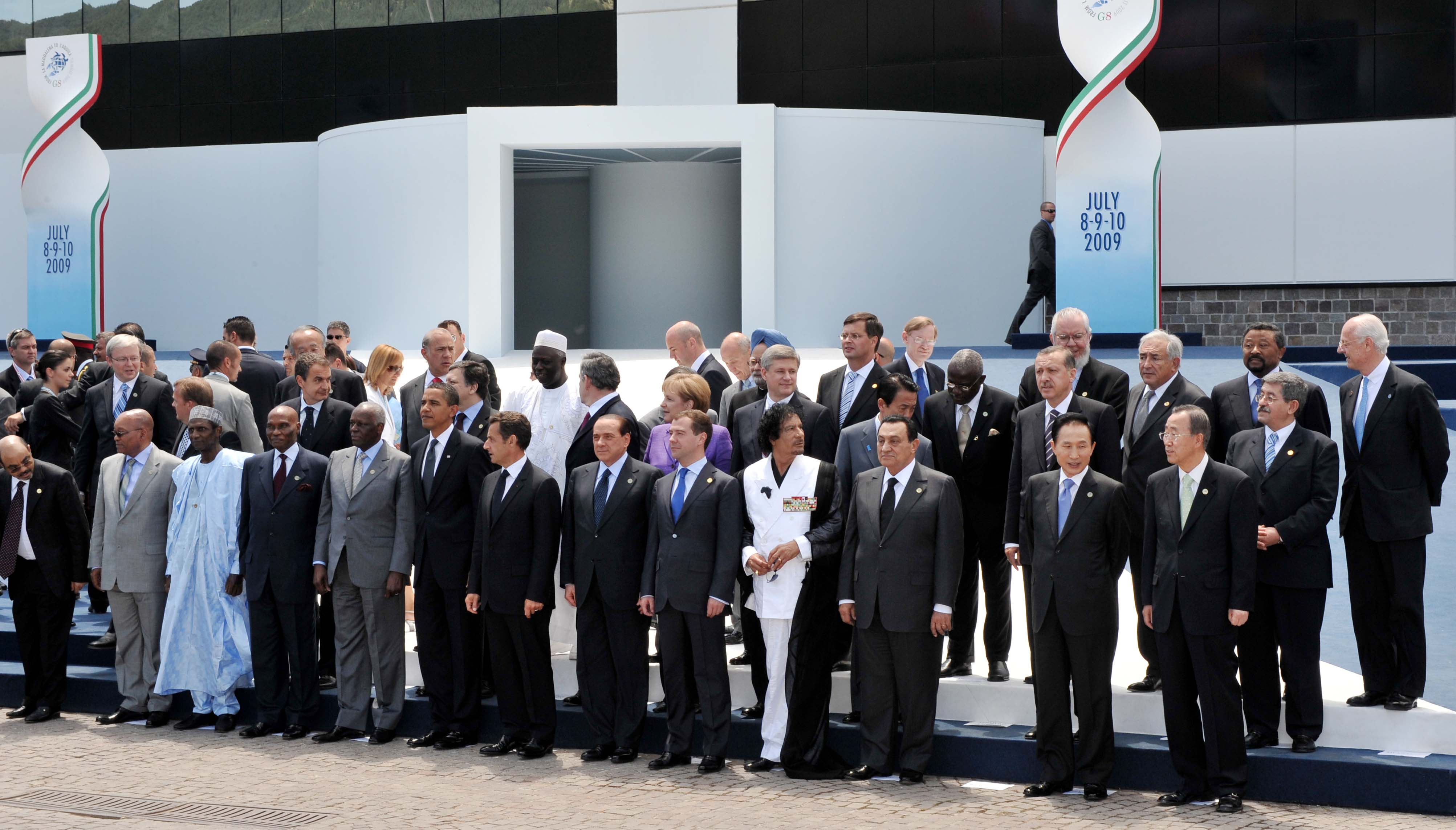
Szczyt państw G8 we Włoszech (lipiec 2009)

Prezydent kontynuował współpracę ze Stanami Zjednoczonymi w dziedzinie bezpieczeństwa, promocji demokracji i wzrostu gospodarczego. Wyrazem współpracy było organizowanie wspólnych ćwiczeń wojskowych w Zatoce Gwinejskiej. W listopadzie 2007 Yar’Adua sprzeciwił się jednakże umieszczeniu na terenie Nigerii jednej z amerykańskich baz dowódczych sił wojskowych AFRICOM (United States Africa Command). W grudniu 2007 udał się z wizytą do USA, spotykając się z prezydentem George’em W. Bushem. W sierpniu 2009, w czasie swej pierwszej podróży do Afryki, wizytę w Nigerii złożyła sekretarz stanu USA Hillary Clinton, spotykając się z prezydentem Yar’Aduą.
Na przełomie lutego i marca 2008 Yar’Adua złożył wizytę w Chinach. Trzykrotnie uczestniczył w szczytach grupy G8: w czerwcu 2007 w Heiligendamm w Niemczech, w lipcu 2008 w Japonii oraz w lipcu 2009 w L’Aquili we Włoszech. W czerwcu 2008 złożył wizytę we Francji. W lipcu 2008 spotkał się w Wielkiej Brytanii z premierem Gordonem Brownem. W czasie rozmów na temat stabilizacji sytuacji w Delcie Nigru Wielka Brytania zadeklarowała pomoc w zakresie szkolenia nigeryjskiego wojska. W listopadzie 2008 podejmował w czasie odbywającego się w Nigerii forum niemiecko-afrykańskiego prezydenta Horsta Köhlera. W czerwcu 2009 wizytę w Nigerii złożył prezydent Rosji Dmitrij Miedwiediew.

## Problemy zdrowotne i transfer władzy

### Wyjazd na leczenie i kryzys konstytucyjny

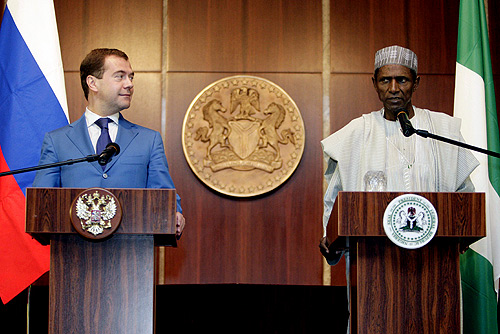
Umaru Yar’Adua i prezydent Dmitrij Miedwiediew (czerwiec 2009)

Od końca lat 90. Umaru Yar’Adua cierpiał na dolegliwości związane z nerkami. Już w czasie kampanii wyborczej z powodów zdrowotnych zmieniał część z zaplanowanych zajęć. W 2007 i 2008 wyjeżdżał na badania lekarskie do Niemiec. W 2008, w czasie pielgrzymki do Mekki, przebywał w szpitalu w Dżuddzie w Arabii Saudyjskiej. W sierpniu 2009 wyjechał ponownie na badania do Arabii Saudyjskiej, dokąd udał się raz jeszcze w październiku 2009, oficjalnie z wizytą roboczą. 23 listopada 2009 prezydent został w tajemnicy przewieziony do szpitala w Dżuddzie, o czym władze poinformowały dopiero 3 dni później. Nie określiły dokładnie jego stanu zdrowia, oznajmiając tylko, że został poddany leczeniu z powodu zapalenia osierdzia. Jego rzecznik powiedział, że prezydent już 20 listopada 2009 skarżył się na bóle w klatce piersiowej. Przeciągająca się nieobecność prezydenta i brak wiedzy o jego dokładnej kondycji zdrowotnej doprowadziły do pojawienia się w społeczeństwie i kręgach politycznych głosów nawołujących do przekazania oficjalnej władzy w ręce wiceprezydenta Goodlucka Jonathana. Transfer ten zakłócałby jednak wypracowane porozumienie o rotacji stanowiska szefa państwa między społecznościami muzułmańskiej północy kraju i chrześcijańsko-animistycznego południa. Yar’Adua reprezentował bowiem północ, a Jonathan południe Nigerii. Zgodnie z art. 145 konstytucji, prezydent mógł przekazać władzę w ręce wiceprezydenta poprzez pisemne oświadczenie złożone u przewodniczących obu izb parlamentu.
2 grudnia 2009 ponad 50 osobistości życia publicznego wystosowało list nawołujący Yar’Aduę do rezygnacji ze stanowiska z powodu wywołanej jego chorobą „próżni władzy”, czym określali „niebezpieczną sytuację, w której nikt nie kieruje sprawami kraju”. Rząd natychmiast odrzucił te zarzuty, uznając je za bezpodstawne i stwierdzając, że wszystkie organy władzy państwowej funkcjonują prawidłowo. Nie uspokoiło to sytuacji, a dalsza nieobecność prezydenta wywołała spekulacje na temat jego faktycznego stanu i podejrzenia, zakładające śpiączkę lub nawet śmierć. 23 grudnia 2009, Farouk Adamu Aliyu, członek opozycyjnej Partii Ogólnoludowej Nigerii (ANPP), wystąpił do Sądu Najwyższego z zapytaniem, czy Yar’Adua jest w stanie dalej pełnić swój urząd. Na początku stycznia 2010 Nigeryjskie Stowarzyszenia Prawników również wystosowało wniosek do Sądu Najwyższego, domagając się w nim nakazania rządowi rozpoczęcia procesu transferu władzy.
Yar’Adua zabrał po raz pierwszy głos w sprawie dopiero po siedmiu tygodniach od opuszczenia kraju. W telefonicznym wywiadzie udzielonym 12 stycznia 2010 ze szpitalnego łoża, powiedział, że dzięki leczeniu dochodzi do pełni zdrowia i wyraził nadzieję na rychłą poprawę, która pozwoli mu wrócić do domu. Oznajmił, że jest w stałym kontakcie z wiceprezydentem, podziękował za modlitwy w jego intencji, jednak nie określił jakiegokolwiek terminu swojego powrotu. Tego samego dnia w Abudży odbyły się pierwsze demonstracje mieszkańców domagających się przekazania władzy w ręce wiceprezydenta. Parlament przyjął rezolucję wzywającą do ujawnienia pełnego stanu zdrowia prezydenta i wysłania do Arabii Saudyjskiej specjalnej delegacji w celu konsultacji w „sprawach wagi narodowej”.
13 stycznia 2010 Sąd Najwyższy orzekł, że wiceprezydent Jonathan na czas nieobecności prezydenta może wykonywać wszelkie jego obowiązki, pomimo braku formalnego aktu przekazania mu władzy. Orzeczenie to nie zadowoliło części klasy politycznej i społeczeństwa, którzy domagali się transferu władzy zgodnie z konstytucją, na drodze pisemnego oświadczenia prezydenta. 22 stycznia 2010 Sąd Najwyższy, odpowiadając na zapytanie Farouka Adamu Aliyu, nakazał gabinetowi podjęcie w ciągu 14 dni decyzji o zdolności prezydenta do pełnienia urzędu, po uprzednim wysłuchaniu ocen pięciu lekarzy. W przypadku decyzji negatywnej nakazał przekazanie władzy wiceprezydentowi. 27 stycznia 2010 gabinet orzekł, że Yar’Adua nie jest niezdolny do kierowania krajem, a leczenie poza granicami kraju nie stanowi podstawy dla rozpoczęcia procesu usunięcia go ze stanowiska. 29 stycznia Sąd Najwyższy, odpowiadając na wniosek Nigeryjskiego Stowarzyszenia Prawników, orzekł, że nie ma konstytucyjnych podstaw do wydania przez prezydenta pisemnego oświadczenia o przekazaniu władzy.
Pomimo decyzji gabinetu i orzeczeń sądu, w parlamencie i wśród części społeczeństwa narastało przekonanie o konieczności rezygnacji prezydenta z pełnienia urzędu. 27 stycznia 2010 Senat zajął odmienne stanowisko niż rząd i wydał (niewiążącą) uchwałę wzywającą prezydenta do pisemnego przekazania władzy wiceprezydentowi. 3 lutego właściciele gazet i koncernów medialnych, we wspólnym oświadczeniu, zaapelowali do prezydenta o przekazanie władzy swojemu zastępcy. Tego samego dnia po raz pierwszy doszło do zaznaczenia się różnic w tej sprawie w gabinecie, gdy minister informacji stwierdziła, że nieobecność prezydenta paraliżuje prace rządu.

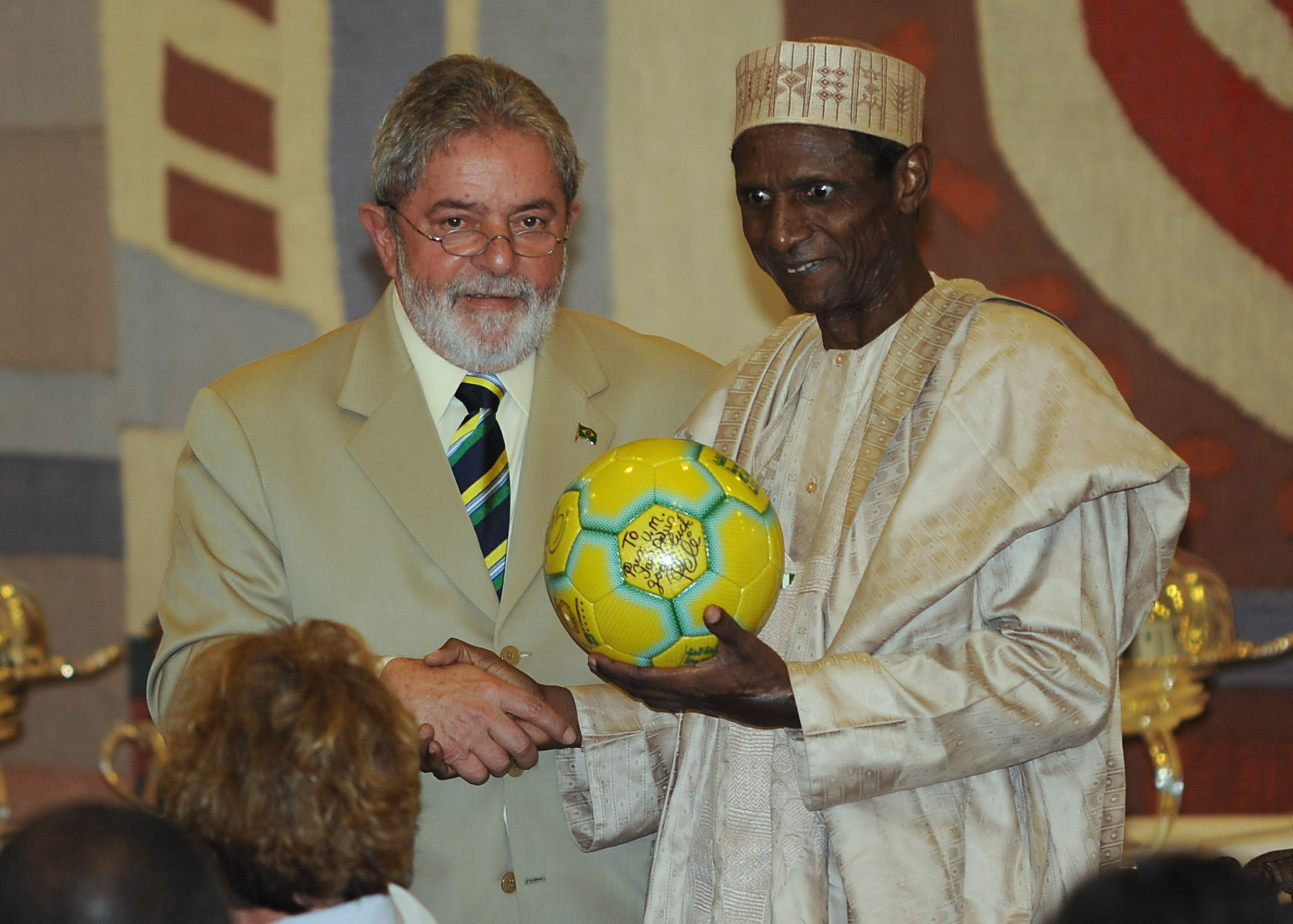
Prezydent Yar’Adua z prezydentem Lula da Silvą (lipiec 2009)

9 lutego 2010 obie izby Zgromadzenia Narodowego, Senat i Izba Reprezentantów, przegłosowały wniosek o transferze władzy prezydenta na ręce wiceprezydenta, deklarujący, że „wiceprezydent Jonathan sprawuje odtąd funkcje prezydenta i przywódcy sił zbrojnych jako pełniący obowiązki prezydenta”. Parlament powierzył wiceprezydentowi pełnienie władzy wykonawczej do czasu powrotu prezydenta Yar’Aduyi do pełni zdrowia. Tego samego dnia Jonathan oficjalnie objął stanowisko p.o. prezydenta. Gabinet stwierdził, że akceptuje decyzję parlamentu i uznaje władzę Jonathana. Część prawników podkreślała jednak, że decyzja parlamentu nie miała charakteru wiążącego, a transfer władzy odbył się z pominięciem określonej w konstytucji pisemnej deklaracji szefa państwa.
9 lutego 2010 do Dżuddy przybyła delegacja parlamentarzystów, którzy zgodnie z rezolucją Izby Reprezentantów mieli się spotkać z prezydentem w celu omówienia „spraw wagi narodowej”. Nie pozwolono im jednak zobaczyć się z głową państwa i po pięciu dniach powrócili do kraju. Rząd, znajdujący się pod presją uznania Yar’Adui za trwale niezdolnego do pełnienia funkcji szefa państwa, 17 lutego 2010 postanowił wysłać do Arabii Saudyjskiej 6-osobową delegację ministrów. Delegacja na czele z ministrem zdrowia miała spotkać się z prezydentem i przekonać się o jego stanie zdrowia. Uznanie prezydenta za trwale niezdolnego do pełnienia funkcji wymagało zgody 2/3 członków rządu i potwierdzenia przez zespół medyczny powołany przez przewodniczących obu izb parlamentu. Oznaczałoby to całkowite odsunięcie Yar’Adui od władzy i zaprzysiężenie wiceprezydenta jako głowy państwa. Delegacja ministrów udała się zagranicę 22 lutego 2010, jednak lekarze prezydenta sprzeciwili się ich spotkaniu z szefem państwa.

### Powrót do kraju
24 lutego 2010 prezydent Yar’Adua nieoczekiwanie, bez wcześniejszej zapowiedzi, powrócił do Nigerii. Wraz z nim do kraju wróciła delegacja rządu. Tuż po lądowaniu został przetransportowany karetką do swojej posiadłości, nie ukazując się publicznie. Jego rzecznik, w odczytanym oświadczeniu, oznajmił, że „prezydent pragnie zapewnić wszystkich Nigeryjczyków, że dzięki ich nieustającym modlitwom i wyjątkowej łasce Boga, jego zdrowie uległo znacznej poprawie”. Pismo informowało, że do czasu pełnego „powrotu do zdrowia, wiceprezydent Jonathan będzie kontynuował nadzorowanie spraw państwa”. Zgodnie z ustawą parlamentu z 9 lutego 2010, władza p.o. prezydenta Jonathana ustawała w chwili pisemnego poinformowania przez prezydenta Yar’Aduę przewodniczących obu izb parlamentu o swoim powrocie z medycznej rekonwalescencji.
Powrót Yar’Adui do Nigerii doprowadził do postawienia pytań przez konstytucjonalistów i polityków o pozycję i zakres władzy Goodlucka Jonathana. 25 lutego minister informacji, a następnie rzecznik prezydenta Yar’Adui poinformowali, że wiceprezydent Jonathan dalej wykonuje obowiązki głowy państwa. Senat, by zapobiec w przyszłości sytuacji braku przywództwa uchwalił ustawę nakazującą choremu prezydentowi przekazanie władzy swojemu zastępcy po 14 dniach od odstąpienia od sprawowania urzędu. By nabrała ona mocy prawnej musiała jednak zostać przyjętą przez Izbę Reprezentantów i 2/3 legislatur stanowych, co wymagało czasu. Zdaniem opozycji i części komentatorów o powrocie chorego prezydenta do kraju zdecydowali jego najbliżsi współpracownicy, obawiający się utraty swoich wpływów i pragnący utrzymać się przy władzy. Yar’Adua od chwili powrotu przebywał przez cały czas w swojej rezydencji, otoczony wyłącznie przez rodzinę i najbliższych. Dostępu do niego strzegła żona, Turai Yar’Adua. Na początku marca 2010 gubernatorzy wszystkich 36 stanów publicznie zadeklarowali poparcie dla p.o. prezydenta Jonathana.
18 marca 2010 p.o. prezydenta Jonathan rozwiązał gabinet mianowany przez Yar’Aduę, co według komentatorów miało stanowić sygnał konsolidacji jego władzy. Nowy rząd został zaprzysiężony 6 kwietnia. W skład liczącego 38 osób gabinetu weszło 13 dawnych ministrów. Wskutek przeciągającej się choroby prezydenta coraz bardziej oczywiste dla klasy rządzącej stawało się przeświadczenie, że nie będzie on w stanie ubiegać się o reelekcję. W połowie marca 2010 szef komisji wyborczej ogłosił, że planowane na kwiecień 2011 wybory prezydenckie mogłyby się odbyć trzy miesiące wcześniej, w styczniu 2011.
2 kwietnia 2010 w pobliże prezydenta dopuszczone zostały pierwsze osoby spoza jego najbliższego kręgu. Wizytę choremu złożyła wówczas grupa duchownych. Według ich późniejszej relacji, prezydent w trakcie spotkania nie był w stanie podnieść się z łóżka, zdołał się przywitać, lecz miał trudności w mówieniu. Goodluck Jonathan nie spotkał się i nie rozmawiał z prezydentem od czasu jego wyjazdu do Arabii Saudyjskiej w listopadzie 2009. Nie był także informowany oficjalnie o stanie jego zdrowia. Jak powiedział, rozmawiał tylko trzykrotnie z jego żoną.

## Śmierć i następstwa

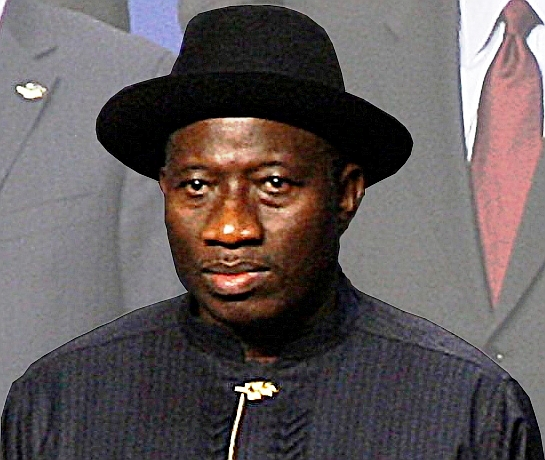
Goodluck Jonathan, prezydent Nigerii od 2010

Prezydent Umaru Yar’Adua zmarł wieczorem 5 maja 2010 w prezydenckiej rezydencji w Abudży z powodu ostrego zapalenia osierdzia sercowego. Informacja o jego śmierci została podana do wiadomości w publicznej telewizji w godzinach porannych następnego dnia. W kraju ogłoszona została 7-dniowa żałoba narodowa. 6 maja 2010 ciało prezydenta zostało przewiezione do rodzinnego miasta Katsina na północy Nigerii, gdzie odbyła się ceremonia pogrzebowa i pochówek. Tego samego dnia na stanowisko nowego prezydenta Nigerii zaprzysiężony został wiceprezydent i p.o. prezydenta Goodluck Jonathan. Jonathan wyraził żal z powodu śmierci Yar’Adui, mówiąc, że „Nigeria straciła klejnot w swojej koronie i nawet nieba płaczą z jego narodem tej nocy”. Kondolencje po śmierci prezydenta złożyli prezydenci i premierzy państw Afryki, prezydent Stanów Zjednoczonych Barack Obama, sekretarz generalny Organizacja Narodów Zjednoczonych Ban Ki-moon oraz bojownicy z Ruchu na rzecz Wyzwolenia Delty Nigru.
W czerwcu 2010 Zgromadzenie Narodowe, w celu wyeliminowania niejasności w procesie transferu władzy, przyjęło poprawkę do konstytucji, zgodnie z którą w przypadku nieobecności bądź niezdolności prezydenta do wykonywania obowiązków, parlament zyskiwał kompetencję w zakresie przekazania tymczasowej władzy wiceprezydentowi w przypadku nieuczynienia tego na piśmie przez prezydenta w ciągu 21 dni od chwili zaistnienia przyczyny.
Po śmierci prezydenta Yar’Adui w szeregach rządzącej Ludowej Partii Demokratycznej (PDP) wywiązała się debata na temat podziału władzy pomiędzy północną muzułmańską częścią kraju a południową, chrześcijańsko-animistyczną. Zgodnie z niepisaną regułą stanowisko szefa państwa rotowało pomiędzy tymi dwoma społecznościami co dwie kadencje. Zgodnie z nią, po śmierci pochodzącego z północy Yar’Adui jego następcą powinien zostać również muzułmanin. Wiceprezydent Goodluck Jonathan, który zgodnie z prawem miał pełnić urząd prezydenta do końca konstytucyjnej kadencji prezydenta Yar’Adui w maju 2011, pochodził tymczasem z południa kraju. W kręgach PDP dyskutowany był jego ewentualny start w przyszłych wyborach w kontekście obowiązujących, acz nieformalnych ustaleń. W sierpniu PDP uznała, że przysługuje mu prawo ubiegania się o urząd szefa państwa. Początkowo Jonathan nie wypowiadał się publicznie na temat możliwego udziału w wyborach. Ostatecznie, we wrześniu 2010 zdecydował się na start w partyjnych prawyborach. Odbyły się one 13 stycznia 2011. Jonathan zdobył ponad 2,7 tys. głosów, pokonując pochodzącego z północy Atiku Abubakara, który uzyskał 800 głosów poparcia. W wyborach prezydenckich 16 kwietnia 2011, uznanych przez międzynarodowych obserwatorów za wolne i sprawiedliwe, prezydent Jonathan zdobył 59,6% głosów, pokonując głównego rywala Muhammadu Buhariego (32,3% głosów). 29 maja 2011 został zaprzysiężony na 4-letnią kadencję.

## Życie prywatne
Umaru Yar’Adua od 1975 był żonaty z Turai Yar’Aduą, z którą miał siedmioro dzieci: pięć córek i dwóch synów. Turai Yar’Adua urodziła się w 1957 w Katsinie; w 1983 ukończyła język angielski na Uniwersytecie Ahmadu Bello w Zarii. Do 1999 pracowała jako nauczycielka. W czasie prezydentury Yar’Adui uchodziła za osobę wpływową i bliskiego doradcę męża. Zdaniem komentatorów kilkakrotnie miała wpływać na obsadę publicznych urzędów. Była ambasadorem dobrej woli w Nigerii, zajmowała się kwestiami macierzyństwa, nowo narodzonych dzieci oraz opieki zdrowia. W latach 1992–1997 posiadał drugą żonę, Hauwę Umar Raddę, z którą miał dwoje dzieci.

## Upamiętnienie
W maju 2010 imieniem prezydenta Yar’Adui nazwana została jedna z ulic w Abudży, a także port lotniczy w jego rodzinnym stanie Katsina.